# Kaspars Gorkšs
Kaspars Gorkšs (født 6. november 1981) er en tidligere fodboldspiller fra Letland der spillede som forsvarsspiller. Gorkšs spillede 89 kampe for det lettiske landshold, hvor han fungerede som anføre.